# Ahmed Halíl
Ahmed Halíl Sebait Mubarak Al-Junaibi (1991. június 8. –) egyesült arab emírségekbeli válogatott labdarúgó, az Al Jazira csatára.
2006-ban az U17-es válogatottal részt vett az U17-es öbölállamok kupáján, öt góllal ő lett a gólkirály is. Ugyanebben az évben a nagyválogatottban is bemutatkozott. A következő szezonban klubjával elnyerte első trófeáját, az Elnök-kupát, négy góllal ő lett a gólkirály. 2008-ban elnyerte a Szuperkupát, a 2008–09-es szezonban bajnok lett, az U20-as válogatottal megnyerte a 2008-as U19-es Ázsia-bajnokságot, négy góljával a torna gólkirálya is lett. Az Al-Ahram és az Al Hadath is az év legígéretesebb arab játékosának választotta, az év fiatal ázsiai labdarúgója is ő lett. 2009-ben a válogatottal a 2009-es U20-as labdarúgó-világbajnokság negyeddöntőjébe jutott, két gólt lőtt, az Al-Ahram sorozatban másodszorra választotta meg a legígéretesebb arabnak, az év fiatal ázsiai labdarúgója verseny második helyén végzett. 2010-ben megtartotta jó teljesítményét, az olimpiai válogatottal megnyerték a 2010-es U23-as öbölállamok kupáját, öt góljával gólkirály lett, az ország történetében először ezüstérmet nyert a 2010-es Ázsia-játékokon, a tornán három gólt lőtt. A Mohammed Bin Rashid Al Maktoum Creative Sports Award legjobb fiatal sportolójának járó díjat is elnyerte.